# Ptenidium nitidum
Ptenidium nitidum är en skalbaggsart som först beskrevs av Oswald Heer 1841.  Ptenidium nitidum ingår i släktet Ptenidium, och familjen fjädervingar. Arten är reproducerande i Sverige.